# شركة الحفر العربية
شركة الحفر العربية، (ADC)، شركة مساهمة عامة سعودية، تأسست في 07-04-1964، تعد لاعباً إقليمياً بارزاً في قطاع خدمات حفر آبار النفط البرية والبحرية، وهي تمتلك أسطولاً من منصّات حفر الآبار البرية والبحرية في المملكة العربية السعودية، والمنطقة المحايدة بين المملكة والكويت. وتضم قاعدة عملائها أسماء بارزة، بما فيها أرامكو السعودية وشلمبرجير وعمليات الخفجي المشتركة و بيكر هيوز.
يبلغ رأس مال الشركة حالياً ثمانمائة وتسعين مليون (890,000,000) ريال سعودي مقسم إلى تسعة وثمانين مليون (89,000,000) سهم عادي بقيمة اسمية قدرها عشرة (10) ريالات سعودية للسهم الواحد